# Альмош (принц)
А́льмош (венг. Álmos, хорв. Almoš) — венгерский принц, сын короля Гезы I, брат Кальмана Книжника и отец будущего короля Белы II. В период с 1091 по 1093 год был королём Хорватии. С 1096 по 1108 год — нитранский князь.

## Биография
Альмош был младшим сыном короля Гезы I, он воспитывался при дворе своего отца, а после его смерти в 1077 году при дворе взошедшего на трон дяди — Ласло I Святого.
После пресечения в 1091 году со смертью Степана II династии Трпимировичей в соседней Хорватии, король Ласло предъявил претензии на хорватский трон на основе своего родства с хорватским королевским домом (он был братом королевы Елены и, соответственно, шурином Дмитара Звонимира). Венгерские войска без особого труда захватили большую часть страны. Король Ласло поставил на хорватский трон Альмоша. Этот шаг, вероятно, был вызван тем, что Ласло рассматривал Альмоша, как своего преемника, и полагал, что в Хорватии он наберётся опыта государственного управления.
Хорватская знать, тем не менее, не собиралась мириться с фактической утратой независимости. В 1093 году дворянство страны избрало королём Петара Свачича, который начал борьбу с венгерскими силами и добился определённого успеха, изгнав Альмоша и венгров из большей части страны.
В 1095 году Ласло I умер. Король не имел своих сыновей, претендентами на престолонаследие были два его племянника — Кальман и Альмош. Перед смертью Ласло объявил преемником младшего Альмоша, возможной причиной были физические дефекты Кальмана. Тот, однако, не согласился с лишением своих прав и, воспользовавшись поддержкой Польши, взошёл на венгерский трон. Брата Альмоша он назначил правителем т. н. Tercia pars Regni, Третьей части королевства, основу которой составляло Нитранское княжество.
В 1097 году король Кальман разгромил Петара Свачича в битве на горе Гвозд, подчинил себе Хорватию и провозгласил себя её королём. Альмош, который по-прежнему претендовал на хорватскую корону, восстал против брата. В борьбе Альмош опирался, главным образом, на чешскую и немецкую помощь, поскольку претензии Альмоша не получило широкой поддержки у венгерской знати, не желавшей междоусобиц. Восстание провалилось, однако Альмош не прекращал плести интриги. В 1104 году он заручился поддержкой Киева, женившись (21 августа) на Предславе, дочери Святополка II Изяславича. В 1106 году военную помощь Альмошу оказал и польский король Болеслав III Кривоустый. Кальман, однако, с помощью дипломатических переговоров с соседними державами уладил конфликт, заставив младшего брата признать его королём. Автономия Нитранского княжества была ликвидирована, а его территория была полностью интегрирована в Венгрию. В 1107/1108 гг. Альмош совершил паломничество в Святую Землю. По возвращении оттуда Альмош бежит в Германию. В сентябре 1108 войско германского короля Генриха V в целях поддержки Альмоша вторглось в Верхнюю Венгрию (Словакия) и осадило Пожонь (соврем. Братислава). Вскоре Генрих V вынужден был снять осаду Пожони и заключить мир с Кальманом. Таким образом Альмош потерпел очередное поражение в борьбе за престол. Однако Альмош не прекращал плести интриги, и в 1115 году при помощи крупных феодалов вновь попытался свергнуть Кальмана. Терпение короля было истощено, разоблачив заговор, он приказал ослепить Альмоша и его сына Белу (1117).
Ослеплённые Альмош и Бела были помещены в монастырь в Домоше (возле Эстергома). Уже после смерти Кальмана Альмош сумел бежать в Византию, где в 1127 году скончался. В 1137 году его тело было перевезено в Венгрию и там захоронено. Его сын Бела, несмотря на слепоту, стал королём Венгрии (1131) после сына Кальмана — Иштвана II. У Альмоша были также две дочери: старшая Аделаида вышла замуж за Собеслава I, князя Чехии, а младшая, Хедвига, стала женой австрийского графа Адальберта.